# Зима (город)
Зима́ (бур. Зэмэ) — город в России, административный центр Зими́нского района Иркутской области. Образует Зиминское городское муниципальное образование со статусом городского округа как единственный населённый пункт в его составе.

## Этимология
Происхождение названия Зима никак не связано с названием времени года. В книге Матвея Мельхеева «Географические названия Восточной Сибири» высказывается версия, что гидроним Зима происходит от бурятского зэмэ, что означает «вина», «провинность». По преданию, бурятский род, проживавший в этой местности, считался чем-то провинившимся. Писатель и краевед Зиминского района Александр Бухаров трактует данный перевод по-иному и приводит многочисленные легенды, схожие по содержанию: согласно одной из них когда-то на обитавших здесь бурят напали неизвестные кочевые племена, и в этом месте буряты одержали над ними победу (над «провинившимися»), согласно другой буряты так и не смогли победить врагов, и те построили на месте, где сейчас располагается город, острог, где держали бурятских пленников («провинившихся»).
Многие жители Зимы считают, что данное название можно переводить с бурятского как «яма». Однако в современном бурятском языке нет слова, созвучного с «зима» и означающего «яма». Зиминец Владимир Закиров считает, что данное недоразумение объясняется происхождением названия деревни Челяба, расположенной недалеко от города. Данное название может переводиться с тюркских языков как «ведро», «бурак» (в значении «яма», «низина»). Однако и название деревни Челяба происходит не непосредственно от данного слова. Местность в районе деревни ровная, ямы и низины отсутствуют. Вероятнее всего, название Челяба происходит от название Челябинск (ранее здесь жили переселенцы из Челябинска).

## География
Расположен в 230 км к северо-западу от областного центра города Иркутска, на левом берегу реки Оки в устье реки Зимы.

## История
Поселение Зима возникло в первой половине XVIII века. Впервые упоминается в 1739 году в рукописи участника Второй Камчатской экспедиции студента А. П. Горланова «Описание пути от города Енисейска до города Иркутска» как «Миронове, или Зиминское зимовье, на правой стороне Зимы реки от Еремина зимовья в 8 верстах, вышла из хребта с полуденной стороны от устья до вершины верстах в 30 под помянутым Зиминским зимовьем пала в реку Оку». В Ревизских сказках имеется ссылка о существовании Зиминского станца в 1743 году. Селение получило развитие в связи с прокладкой в 1772 году Московского гужевого тракта и устройством паромной переправы через реку Оку.
На протяжении второй половины XVIII века и всего XIX века Зима развивалась как родовая (бурятский род зэмэ) притрактовая деревня, населённая также пашенными крестьянами из западных областей России. С 1878 года село являлось центром сельского Зиминского общества, куда входили Хулгунуйская заимка и деревня Ухтуй. Административно входила в состав Балаганского уезда.
В 1891 году началось сооружение Транссибирской железнодорожной магистрали. Появилась станция Зима, где были построены локомотивное депо, железнодорожные мастерские, жилой поселок.
Статус города присвоен поселению в 1922 году. 1 февраля 1963 года город отнесён к категории городов областного подчинения. В январе 1968 года постановлением президиума Иркутского облисполкома утверждён проект городской черты.
В настоящее время Зима — город, центр административного района Иркутской области, крупная опорная железнодорожная станция Восточно-Сибирской железной дороги.

## Географические характеристики
Территория города составляет 52,85 км². Плотность населения равна 577,39 чел/кв.км.
Рельеф представляет собой слабонаклонную равнину с общим падением 0,5-3,0 % в сторону реки Оки, сильно заболоченную, с высоким уровнем грунтовых вод.
В грунтах на территории города залегают плавуны, подпочвенные агрессивные воды, местами — линзы вечной мерзлоты, в южной части города имеются сильно оподзоленные почвы. Сейсмичность — 6 баллов.

## Климат
Климат резко континентальный, температура воздуха варьируется от −40-50 °C зимой до +30+40 °C летом. Минимальная температура зимой опускается до −55 °C.
| Показатель              | Янв. | Фев.  | Март | Апр. | Май | Июнь | Июль | Авг. | Сен. | Окт. | Нояб. | Дек.  | Год  |
| ----------------------- | ---- | ----- | ---- | ---- | --- | ---- | ---- | ---- | ---- | ---- | ----- | ----- | ---- |
| Средняя температура, °C | −21  | −17,4 | −7,7 | 1,4  | 9,9 | 14,4 | 17,3 | 15,2 | 8,9  | 0,5  | −9,9  | −17,7 | −0,1 |
| Источник: World Climate |      |       |      |      |     |      |      |      |      |      |       |       |      |

## Население
| 1931    | 1939    | 1959    | 1967    | 1970    | 1979    | 1989    | 1992    | 1996    |
| ------- | ------- | ------- | ------- | ------- | ------- | ------- | ------- | ------- |
| 13 200  | ↗26 800 | ↗38 549 | ↗42 000 | ↘41 567 | ↗48 097 | ↘41 814 | ↘39 400 | ↘37 300 |
| 1998    | 2001    | 2002    | 2003    | 2005    | 2006    | 2007    | 2009    | 2010    |
| ↘36 900 | ↘35 900 | ↘34 899 | ↗34 900 | ↘34 400 | ↘34 100 | ↘34 000 | ↗34 093 | ↘32 508 |
| 2011    | 2012    | 2013    | 2014    | 2015    | 2016    | 2017    | 2018    | 2019    |
| ↘32 485 | ↘32 279 | ↘31 936 | ↘31 523 | ↘31 440 | ↘31 283 | ↘31 229 | ↘30 988 | ↘30 818 |
| 2020    | 2021    |         |         |         |         |         |         |         |
| ↘30 515 | ↗30 640 |         |         |         |         |         |         |         |

На 1 января 2025 года по численности населения город находился на 498-м месте из 1124 городов Российской Федерации.

## Транспорт
Крупная станция Восточно-Сибирской железной дороги, расположена на Транссибирской магистрали (4934 км от Москвы). Пригородное сообщение с Иркутском и другими городами Иркутской агломерации (на юго-востоке) и с Тулуном (на северо-западе). Автобусное сообщение с Саянском.
Рядом с городом проходит федеральная автодорога Р255 «Сибирь» (М53).

## Связь
Существует городская телефонная сеть, услуги предоставляются тремя операторами: Зиминским районным узлом связи (РУС) Саянского центра телекоммуникаций, структурного подразделения Иркутского филиала ОАО «Ростелеком», Зиминским филиалом дочернего предприятия «ИркутскЭнергоСвязь» «РегионТелеком» и Зиминской дистанцией связи (ЗДС) ВСЖД — филиала ОАО «Российские железные дороги».
Операторами сотовой связи являются: «Tele2», «Билайн», «МегаФон», «МТС».

## Экономика
Предприятия железнодорожного транспорта формируют основу экономики города: локомотивное и вагонное депо, дистанция пути, дистанция СЦБ, железнодорожная станция Зима ВСЖД.
Частные предприятия лесопильно-деревообрабатывающей промышленности (более тридцати), основанные на базе ранее существовавшего завода ЖБИ, ЛДК, а также ряд мелких пилорам.
Оказанием коммунальных услуг в городе занимаются более 10 предприятий ЖКХ, в том числе — «Водоканалсервис», «Водоснабжение», «Стоки», «Коммунальный сервис», «Зиматеплоэнерго», «Атол», «Орион», УК «Восточная» и другие. Предприятия «Водоканал» и «Тепловик» занимаются теплоснабжением и водоснабжением предприятий Зиминского района, оказанием коммунальных услуг населению. Имеет на балансе автопарк, 18 котельных, 61 водонапорную башню, теплосети протяженностью около 40 км, водовод протяженностью 16,4 км.
Ранее в городе существовал крупный промышленный узел, в конце улицы Садовой находились Иркутская ТЭЦ-3 (в настоящее время существует как Зиминский участок Новозиминской ТЭЦ, пять котлоагрегатов и две турбины не работают, законсервированы), Зиминский гидролизный завод (практически полностью демонтирован), Зиминский канифольно-экстракционный завод (полностью демонтирован, признан банкротом в 1998 году), лесодеревообрабатывающий комбинат, завод железобетонных изделий (на территории двух последних предприятий в настоящее время осуществляется деятельность по распиловке древесины и отгрузке пиломатериалов и круглого леса).
Бывший Зиминский химзавод, ныне ОАО «Саянскхимпласт», в настоящее время является налогоплательщиком Саянска.
Птицефабрика «Окинская» — крупный производитель яиц, мяса птицы, зерна, продукции животноводства (молоко, мясо), зарегистрирована в селе Ухтуе Зиминского района.

## Образование
Муниципальная система образования города представлена всеми типами и видами учреждений общего, дошкольного, среднего профессионального и дополнительного образования:
- 8 образовательных школ;
- МБОУ «Зиминский лицей»;
- Зиминский железнодорожный техникум, занимающийся подготовкой кадров для железной дороги;
- Коррекционная школа;
- Детско-юношеская спортивная школа;
- Учебно-производственный комбинат;
- 9 детских дошкольных учреждений;
- Дом детского и юношеского творчества;
- 2 подростковых клуба («Ровесник» и «Романтик»);
- ФОК (завершает строительство в конце 2024 года).

## Здравоохранение
Зиминская городская больница — расположена в районе Старая Зима (Зима 2). Имеет 19 структурных подразделений, которыми осуществляется оказание скорой медицинской помощи, а также первичная медико-санитарная помощь.
Негосударственное учреждение здравоохранения Узловая больница на станции Зима ОАО «РЖД» оказывает первичную медико-санитарную помощь: амбулаторно-поликлиническое и стационарное обслуживание работников ВСЖД ОАО «РЖД»; пенсионеров, членов семей работников железнодорожной отрасли.

## Культура
- КДЦ «Россия»;
- ГДК «Горизонт»;
- КИЦ «Спутник»;
- Краеведческий музей;
- Дом-музей поэзии Е. Евтушенко;
- Централизованная библиотечная система, включающая в себя центральную городскую библиотеку, информационный центр, 4 библиотечных филиала, детскую городскую библиотеку;
- Детская музыкальная школа;
- Детская художественная школа;
- Дом ремёсел.
- ДК имени Алексея Николаевича Гринчика

## Упоминания в песнях
- В 2001 году поэт и бард Дмитрий Полеонный написал песню «Зима», которая стала негласным гимном города.
- В 2002 году Дмитрий Полеонный написал песни «Зима в Зиме» и «Над красавицей Окой».
- В 2010 году Владимир Ильичёв написал песню «До станции Зима», которую позже исполнил Григорий Лепс. Однако авторитетных источников, подтверждающих, что в песне поётся именно о станции Зима, а не об абстрактном месте, нет.